# Raphidioptera
Raphidioptera este un ordin de insecte zburătoare desprins, împreună cu Megaloptera din cadrul ordinului Neuroptera, ambele constituind taxoni independenți. În prezent ordinul cuprinde peste 210 specii existente .

## Morfologie
Rafidiopterele se caracterizează prin cap aplatizat dorso-ventral, alungirea protoracelui, picioarele homonome. Aripile sunt membranoase cu o nervațiune dezvoltată și au pterostigma – marjă îngroșată a marginii costale a aripilor. Mandibulele sunt puternice, aparatul bucal – de tip rozător. Ochii sunt compoși, unele specii prezintă și oceli (ochi simpli).

## Dezvoltare
Capul larvelor este relativ mare, înzestrat cu mandibule proeminente. Tegumentul capului și primului segment toracici sunt scleritizate, restul corpului – moale. Lervele au trei perechi de picioare adevărate. Totuși, posedă un organ adeziv pe abdomen cu ajutorul căruia se alipesc de suport. 

În stadiul final, larva construiește o celulă în care are loc următoarea etapă – stadiul de pupă (sau nimfă). Nimfele nu formează un cocon, ele au picioarele liberă și pot părăsi celula înainte de a deveni adulți.

## Ecologie
Rafidiopterele, atât adulții cât și larvele, sunt prădători. Se hrănesc cu afide, omizi, larvelor altor insecte. Au un rol important în reglarea efectivului unor insecte dăunătoare, cum ar fi larvele moliei Lymantria dispar. Ele se întâlnesc în regiunile temperate din Europa și America de Nord.